# Luis Corvalán
Luis Corvalán (Puerto Montt, 14 septembre 1916 – Santiago du Chili, 21 juillet 2010) est un homme politique chilien, secrétaire du Parti communiste du Chili (PCCh) pendant les années de la dictature du général Augusto Pinochet.

## Biographie

Timbre à l'effigie de Luis Corvalán (RDA).

Peu après la chute du régime de Carlos Ibáñez del Campo, Corvalán rejoint le PCCh dans la ville de Chillán en 1932. Il est alors âgé de quinze ans. Devenu professeur, il est promu au Comité central du PCCh en 1952. Cette année, del Campo revient au pouvoir et réprime les activités du PCCh : Corvalán se retrouve alors interné au camp de Pitrufquén, puis à celui de Pisagua. En 1958, del Campo quitte le pouvoir et Corvalán est libéré. Il devient alors secrétaire général du Parti.
Lorsque le coup d'État d'Augusto Pinochet a lieu en 1973, Corvalán est de nouveau arrêté. L'URSS lance alors une campagne internationale pour sa libération. En 1974, il reçoit le prix Lénine pour la paix.
En décembre 1976, une négociation entre l'URSS et le Chili permet l'échange de Luis Corvalán et du dissident soviétique Vladimir Boukovski,,
,
,
,
,
,
,
,
,
,
,
,
,
, qui a lieu le 18 décembre de cette année. Corvalán se réfugie en URSS où il obtient l'asile politique.
Luis Corvalán est d'ailleurs mentionné dans la chanson Was wollen wir trinken (« Qu'est-ce qu'on va boire ? ») du groupe allemand Oktoberklub en raison de ses activités au Chili pendant la dictature de Pinochet.
Pendant près de trois décennies, couvrant toute la période de la dictature militaire de Pinochet, Corvalán dirige le PCCh en tant que secrétaire en exil. Il retourne au Chili en 1988.
En 2000, il écrit le livre Entrevista con Margot Honecker (Entrevue avec Margot Honecker), dans lequel il retranscrit un dialogue qu'il a eu avec le chef de la RDA, Erich Honecker.
Deux vidéos sont disponibles sur le séjour de Luis Corvalán en Union soviétique,.